# 2Б9
2Б9 (2Б9М) «Василёк» — советский возимо-буксируемый и самоходный автоматический гладкоствольный миномёт калибра 82 мм.

## История
Разработка 2Б9 начата на основе идей и под руководством главного конструктора В. К. Филиппова в 1946 году — первоначально в качестве казематного оружия для укреплённых районов. В 1955 году система поступила на вооружение Советской Армии ВС Союза ССР под обозначением КАМ («Казематный Автоматический Миномёт»). В 1954 году начались работы по созданию автоматического миномёта на базе КАМ на полевом лафете. В 1959 году такой миномёт (Ф-82) успешно завершил полевые испытания и был рекомендован к принятию на вооружение, но на вооружение принят не был и работы по нему были прекращены. Разработка полевого автоматического миномёта для Советской Армии возобновилась лишь в 1967 году. В 1970 году доработанный Ф-82 под обозначением 2Б9 «Василёк» был принят на вооружение и уже в следующем, 1971 году, запущен в массовое производство. После нескольких лет серийного производства миномёт был модернизирован путём замены водяного охлаждения ствола на воздушное охлаждение. Модифицированный миномёт 2Б9М продолжает серийно производиться в России.

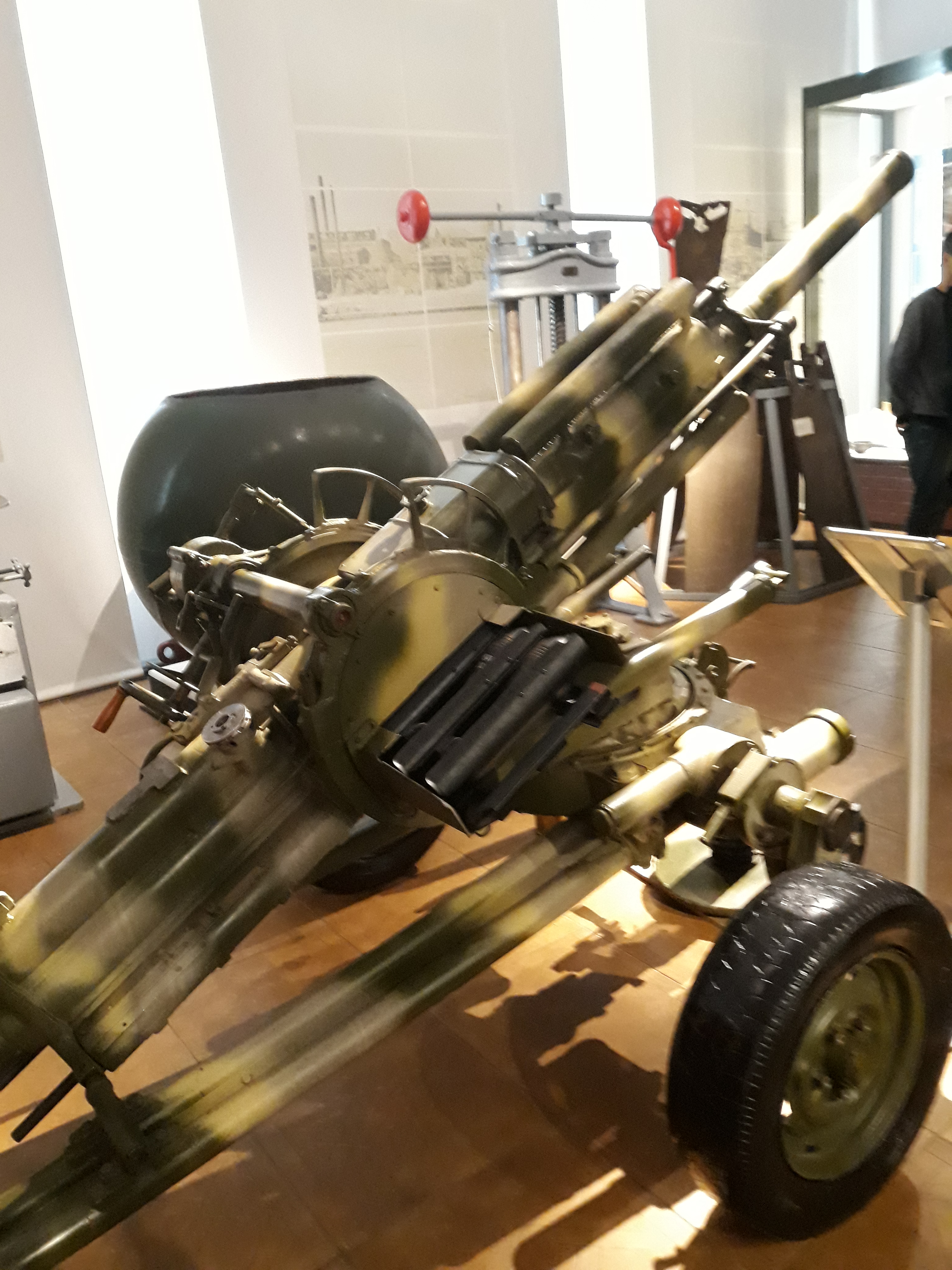
Музей Обуховского завода. Автоматический миномёт 2Б-9 „Василёк“

Штатное заряжание у миномёта 2Б9 (2Б9М) «Василёк» кассетное с казны (но допускается и заряжание с дула). В кассету помещают попарно четыре выстрела, включающих каждый стандартную 82-мм артиллерийскую мину советского образца, а также основной и (в случае необходимости) дополнительный метательные пороховые заряды. В 1994 году сообщалось, что для стрельбы из 2Б9/2Б9М прямой наводкой по бронированным целям создана специальная кумулятивная мина. Миномёт имеет три режима стрельбы — автоматический (очередями по два — четыре выстрела), полуавтоматический (одиночными выстрелами с питанием из кассеты) и неавтоматический (при заряжании с дула).

## Об истории создания 2Б9 со слов его главного конструктора
После принятия миномёта 2Б9 «Василёк» на вооружение, В. К. Филиппов поделился историей его создания:
30 лет назад мною была подана заявка на изобретение. Когда в 1946 году доложили И. В. Сталину, он изучил предложение и заявил, что сегодня мы не готовы обеспечить эту систему. И вот прошло 30 лет, и новое оружие под названием «Василька» поступило на вооружение СА, а я получил права, как автор изобретения.

## Характеристики системы 2К21 с миномётом 2Б9М и боеприпасов к нему[7]
- Калибр, мм: 82
- Углы вертикального наведения, град.: от −1° до +78° (высота линии огня 670 мм) или от +7° до +85° (высота линии огня 970 мм)
- Углы горизонтального наведения: ±30°
- Вес в боевом положении, кг: 632
- Вес транспортной машины 2Ф54, кг: 3930
- Вес всей системы в походном положении (с боекомплектом и расчётом), кг: 6060
- Время перевода из боевого положения в походное и обратно, мин.: 1,5
- Возимый боекомплект, мин, шт.: 226
- Скорость возки на транспортной машине, км/час:
- по шоссе: до 60
- по бездорожью: до 20
- Расчёт, чел.: 4
- Максимальная техническая скорострельность, выстр./мин.: 170
- Максимальная практическая скорострельность, выстр./мин.: 100—120
- Максимальная продолжительная скорострельность, выстр./мин. (при времени непрерывного огня, мин.):
- 1 мин.: до 60
- 3 мин.: до 33—34
- 30 мин.: до 10
- Типы мин: 82-мм осколочные (О-832 (взрыватели М-1, М-4, МП-82[8]), О-832Д (взрыватели М-1, М-4, МП-82), О-832ДУ, кумулятивная, дымовая (Д-832 — взрыватели М-1, М-4, МП-82), осветительная, агитационная/снаряжённая листовками (А-832 — взрыватель ОМ-82)
- Вес типовой осколочной мины (О-832ДУ, выстрел 3ВО1), кг: 3,1
- Максимальный вес применяемой мины, кг: 4,6 (мина А-832)
- Максимальная начальная скорость мины, м/с: 272
- Минимальная дальность навесной стрельбы миной О-832ДУ, м: 800[9]
- Максимальная дальность стрельбы миной О-832ДУ, м: 4270
- Количество убойных осколков массой более 1 г при разрыве используемых осколочных мин, шт.: 400—600
- Радиус сплошного поражения, м (мина О-832ДУ): 6
- Радиус действительного поражения, м (мина О-832ДУ): 18

## Боевое применение

Миномёт 2Б9М «Василёк», установленный на многоцелевой тягач-бронетранспортёр МТ-ЛБ. На боевой позиции расчёт 70-й гвардейской отдельной мотострелковой бригады.

Широко использовался в ходе боевых действий советских Вооружённых Сил в Афганистане в 1979—1989 годах Миномётами 2Б9М укомплектовывались вторые миномётные взводы (три отделения по миномёту в каждом — всего три миномёта на взвод) миномётных рот (первые миномётные взводы миномётных рот имели по 6 миномётов семейства БМ или «Поднос») части мотострелковых и всех парашютно-десантных и десантно-штурмовых батальонов Ограниченного контингента советских войск в этой стране. Для перевозки миномёта использовались транспортная машина 2Ф54 и многоцелевой тягач-бронетранспортёр МТ-ЛБ. Особенностью применения миномёта 2Б9М в Афганской войне следует считать широко распространённую самостоятельную установку миномёта силами войсковых ремонтно-восстановительных частей и подразделений непосредственно на корпус МТ-ЛБ — что шло вразрез с требованиями руководства по использованию миномёта, служебных инструкций и не было предусмотрено конструкцией МТ-ЛБ. Но данное решение резко повышало тактическую подвижность миномёта на, как правило, характеризовавшемся сильнопересечённым ландшафтом поле боя, а также несколько уменьшало время на подготовку к открытию огня (что весьма важно в условиях внезапного огневого контакта).
Таким образом, военнослужащие 40-й армии в ДРА по собственной инициативе сконструировали, развернули фактически серийный выпуск и поставили на вооружение новый класс самоходных артиллерийских установок, отличавшийся высокой мобильностью на поле боя и совершенно исключительной по меркам полевых артиллерийских систем скорострельностью.
Миномёт «Василёк» применялся во время Первой и Второй чеченских войн обеими воюющими сторонами. С 2014 года используется в ходе Войны на Донбассе и Вторжение России на Украину.

## Модификации
- 2Б9 — базовая модификация с водяным охлаждением ствола (кожух с водой)
- 2Б9М — модификация с воздушным охлаждением ствола — кожух отсутствует, стенки ствола в средней части утолщены и имеют рёбра
- 2К21 — подвижной миномётный комплекс, размещённый на транспортной машине типа 2Ф54 на шасси двухосного автомобиля повышенной проходимости «Урал-43206»
- 2Б9М на шасси МТ-ЛБ (СССР) — войсковая доработка 2Б9М в самоходный миномёт
- 2Б9М на шасси МТ-ЛБ (ВНР) — несколько видоизменённая заводская доработка 2Б9М в самоходный миномёт на том же шасси[5]
- Тип 99 (экспортное обозначение для модификации калибра 81,2 мм — W99[11]) — принятый на вооружение НОАК в 1999 году вариант 2Б9М производства КНР
- 82-мм самоходный миномёт 2Б9М на базе БМП-1 — казахстанская разработка, один демонстрационный экземпляр представлен в мае 2014 года на выставке вооружений KADEX-2014. Миномёт открыто установлен в средней части корпуса БМП-1[12]

## Государства-эксплуатанты
- Армения[13]
- Беларусь[14]

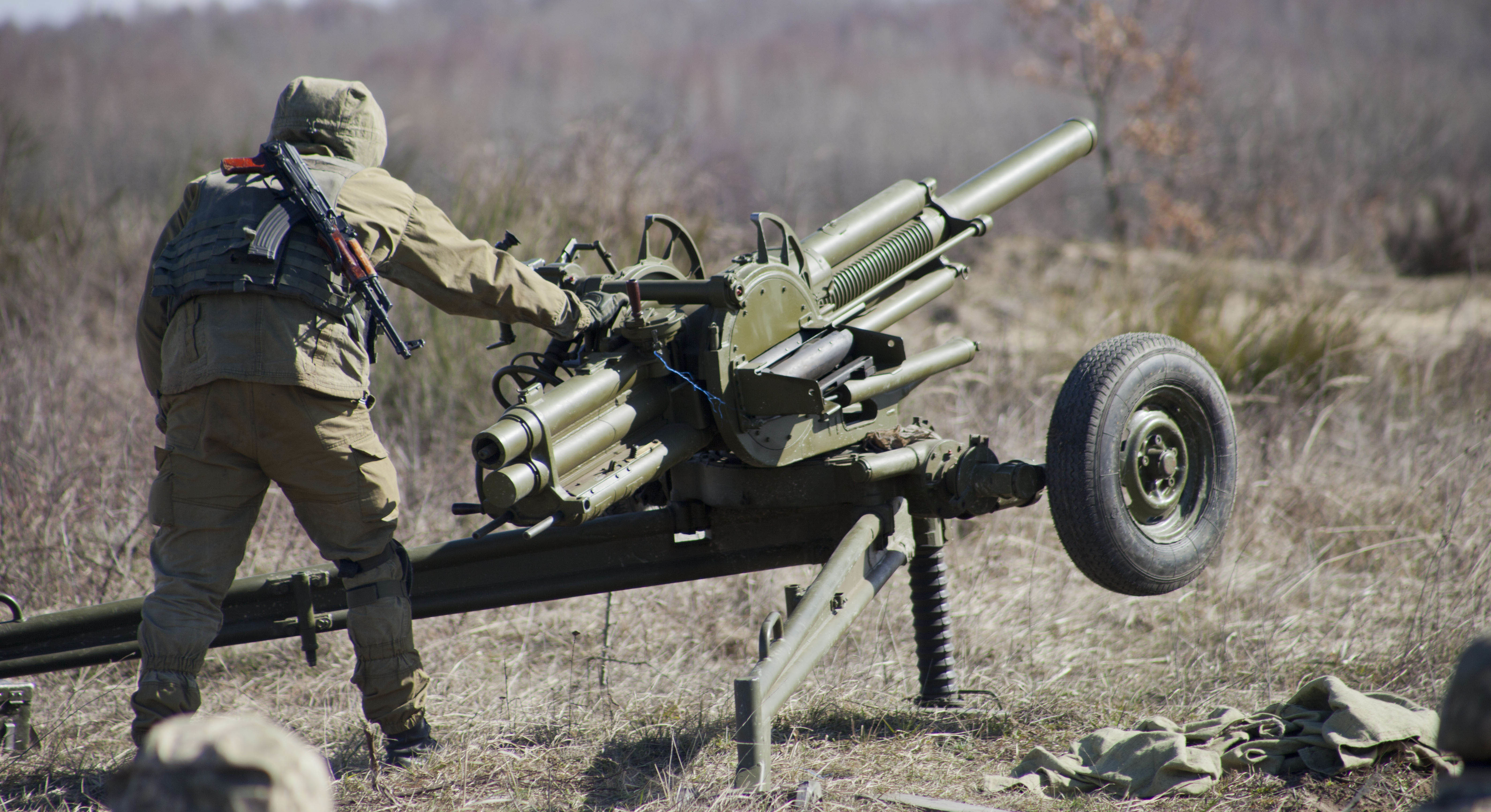
2Б9 на Яворовском полигоне. 19 марта 2016.

- Венгрия — производство 82-мм миномёта 2Б9М «Василёк» было освоено в ВНР. При этом в Венгрии был разработан и внедрён в производство также собственный самоходный вариант 2Б9М — на модернизированном в заводских условиях шасси МТ-ЛБ[15][5].
- Казахстан[12]
- Китай[16]
- Кувейт[17]
- Ливия[17]
- Россия[18]
- Сирия[19]
- СССР
- Украина[20][10]
- Хорватия[17]

### Самопровозглашённые государства
- ДНР[21]
- ЛНР

- ЧРИ

## Где можно увидеть
- Россия
  - Музей отечественной военной истории в деревне Падиково Истринского района Московской области.
  - Музейный комплекс УГМК, Верхняя Пышма, Свердловская область.
  - Музей Обуховского завода в городе Санкт-Петербург
  - Военно-исторический музей артиллерии, инженерных войск и войск связи в городе Санкт-Петербург
- Азербайджан
  - Парк военных трофеев в Баку[22].